# Dola Banerjee
Pour les articles homonymes, voir Banerjee.
Dola Banerjee, née le 2 juin 1980 à Baranagar, est une archère indienne.

## Biographie
Dola Banerjee remporte la coupe du monde de 2007 dans l'épreuve de tir à l'arc individuel féminin. 
Aux Jeux du Commonwealth de 2010, elle décroche la médaille d'or par équipe avec Deepika Kumari et Bombayala Devi ainsi que la médaille de bronze en individuel.
Elle est médaillée de bronze par équipe aux Jeux asiatiques de 2010.
Elle est la seconde archère à être décorée du Arjuna award par le gouvernement Indien en 2005.